# 皆瀬川 (秋田県)
皆瀬川（みなせがわ）は、秋田県湯沢市および横手市を流れる雄物川水系の一級河川である。

## 地理
秋田県湯沢市皆瀬を水源とし、小安峡を抜け、皆瀬ダムを経て国道398号にほぼ並行する形で下る。横手市増田地域で成瀬川と合流し流れを北向きから西向きに変え、横手盆地を流れる。なお、皆瀬川はこの付近では横手市と湯沢市の境界線となっている。湯沢市と横手市、羽後町の境界線付近で雄物川に合流する。

## 主な支流
- 成瀬川
- 黒沢川

## 主な橋梁
- 雄平橋（秋田県道13号湯沢雄物川大曲線）
- 皆瀬川橋（東北中央自動車道）
- 新岩崎橋（国道13号）
- 十文字大橋（羽州街道）
- 岩崎橋梁（奥羽本線）
- 戸波橋
- 久保橋（国道398号）
- 大館橋
- 清水小屋橋
- 上久保橋
- 岩城橋（秋田県道307号稲庭高松線）
- 八郷橋
- 八王橋
- 菅生橋
- 新菅生橋（国道398号）
- （板戸ダム）
- （皆瀬ダム）
- 羽場橋（秋田県道323号小安温泉椿川線）
- 市野橋
- 河原湯橋
- 皆瀬川橋
- 鳥谷橋
- 上大鳥谷橋（国道398号）
- 下小鳥谷橋（国道398号）
- 上小鳥谷橋（国道398号）

## その他
雄平橋下流右岸（横手市十文字地域）に白鳥の飛来地がある。かつては餌付けが行われ、川原の飛来地まで近寄って観察することができたが、近年は鳥インフルエンザの影響もあってか川原への立ち入りが制限され、堤防上から眺めるのみとなっている。

## 言い伝え
- 能恵姫物語 - 岩崎城主・岩崎道高の娘、能恵姫の婚礼の日、突然竜巻が起こり、皆瀬川の渡し船から姫が姿を消した。のちに、姫が幼いころに因縁のあった蛇（龍神)の仕業と分かった。能恵姫は水難から人々を守るために龍神とともに水底で暮らしていると言われている。[1]